# Myrténal
 (mars 2025).
Le myrténal est un monoterpénoïde bicyclique, de formule chimique C10H14O. Ce composé organique volatil (COV) biogénique est retrouvé dans de nombreuses espèces végétales, notamment Hyssopus officinalis, Salvia absconditiflora et Cyperus articulatus, ou Astartea sp., y compris dans certains rhizomes (du curcuma par exemple).

## Recherche biologique
Le myrténal, d'abord identifié dans la feuille et le fruit de la myrthe, induit de nombreux effets sur le modèle animal (bronchodilatateur, anti-inflammatoire, antiagrégant et antihémolytique (in vitro) et antibactérien). Les chercheurs ont aussi identifiés des activités antioxydante, antitumorale, hypoglycémiante, vasodilatatrice, réductrice du rythme cardiaque et hypotensive.
plus récemment on a montré qu'il inhibe l'acétylcholinestérase, ce qui est une voie courante de traitement de la maladie d'Alzheimer chez le rat (et de la démence, in vitro),,.
Le myrténal a aussi des propriétés analgésiques, neuroprotectrices et antioxydantes, démontré chez le rat de laboratoire,.
Il a aussi amélioré le déficit de mémoire spatiale chez la souris, de même que le déficit de mémoire à court terme, induit, chez le rat ou la souris C57BL/6 exposée à des rayonnements électromagnétiques radiofréquences (RF-EMR, 900 MHz) lors de son développement gestationnel et néonatal, a priori en augmentant les activités des enzymes antioxydantes endogènes, et des cytokines pro-inflammatoires, ce qui protège le cerveau du stress oxydo-inflammatoire dû au rayonnement. Le myrténal a restauré l’homéostasie des neurotransmetteurs chez les animaux exposés aux RF-EMR. Selon les auteurs, un complément alimentaire riche en myrténal pourrait peut-être aider des nouveau-nés exposés in utero à ce type de rayonnement, à être plus résilients à ce type d'exposition.
Selon Korkmaz et Tekin (2024), il semble aussi avoir (chez le rat) des propriétés anticancérigènes ; Venkatachalam et al., en 2014 ayant par ailleurs déjà observé un effet contre le cancer du colon, et Babu et al. (2012) contre le carcinome chez le rat.